# برت رالفز
برت رالفز (انگلیسی: Bert Ralphs؛ 27 august 1896 – ۱۴ نوامبر ۱۹۴۲) بازیکن فوتبال اهل بریتانیا بود.
از باشگاه‌هایی که در آن بازی کرده‌است می‌توان به باشگاه فوتبال استوک سیتی، باشگاه فوتبال بلکبرن روورز، باشگاه فوتبال کرو آلکساندرا، باشگاه فوتبال ردینگ، باشگاه فوتبال چسترفیلد، باشگاه فوتبال نانیتون تاون، و باشگاه فوتبال استافورد رانجرز اشاره کرد.